# Ksenija Fedotowa
Ksenija Walerijiwna Fedotowa (ukrainisch Ксенія Валеріївна Федотова, wiss. Transliteration Ksenija Valeriïvna Fedotova;* 30. Dezember 1997) ist eine ehemalige ukrainische Radsportlerin.

## Sportlicher Werdegang
2015 wurde Ksenija Fedotowa ukrainische Junioren-Meisterin im Straßenrennen. 2018 errang sie mit Anna Nahirna, Julija Birjukowa und Oksana Kljatschyna den nationalen Titel in der Mannschaftsverfolgung auf der Bahn. 2021 wurde sie beim dritten Lauf des UCI Track Cycling Nations’ Cup in Cali jeweils Zweite im Ausscheidungsfahren sowie mit Tetjana Klimtschenko im Zweier-Mannschaftsfahren.
Im Oktober 2021 gab Fedotowa ihr Debüt im französischen Roubaix bei Bahnweltmeisterschaften. Im Ausscheidungsfahren belegte sie Platz 14, im Zweier-Mannschaftsfahren mussten sie und ihre Partnerin Klimtschenko das Rennen aufgeben.

## Erfolge

### Straße
2015
- Ukrainische Junioren-Meisterin – Straßenrennen

### Bahn
2018
- Ukrainische Meisterin – Mannschaftsverfolgung (mit Anna Nahirna, Julija Birjukowa und Oksana Kljatschyna)